# Charles-Henri Favrod

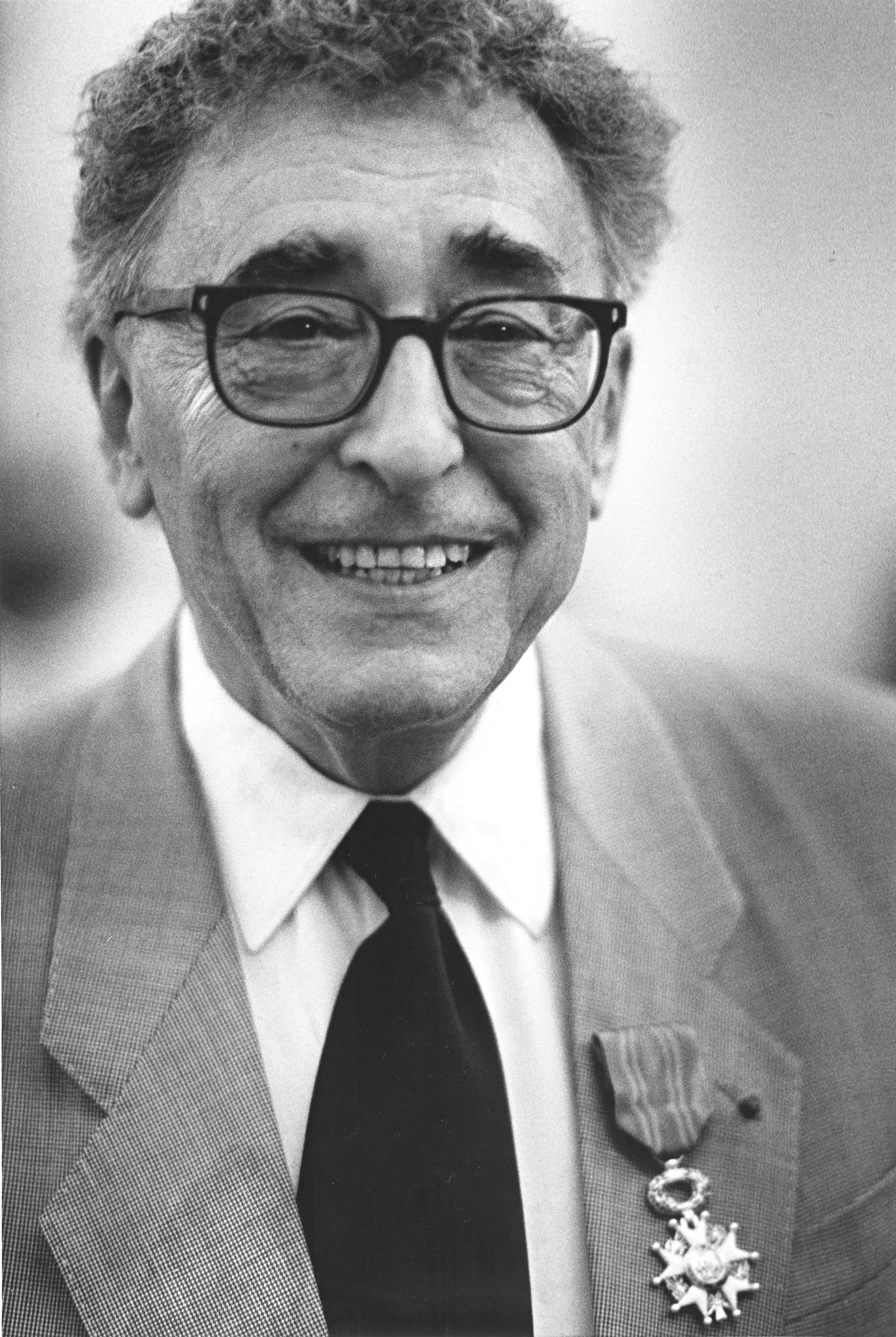
Charles-Henri Favrod, Ritter der Ehrenlegion, Französische Botschaft,
Bern, 1998, Foto: Monica Boirar

Charles-Henri Favrod (* 21. April 1927 in Montreux; † 15. Januar 2017 in Morges) war ein Schweizer Journalist, Autor, Fotohistoriker, Kurator und Sammler, Gründer und langjähriger Leiter des Musée de l’Elysée und 1983 bis 1987 Präsident der Stiftung für die Photographie. Er zählt zu den wichtigsten Vermittlern der Fotokultur in der Schweiz.

## Leben
Charles-Henri Favrod arbeitete nach dem Studium der Literatur an der Universität Lausanne mit einem Lizenziat in Geschichte als Journalist und Reporter für die Tageszeitung La Gazette, auch für deren Wochenbeilage Gazette littéraire. Er war für Radio Suisse Romande tätig, bereiste während rund zehn Jahren Asien und Afrika südlich der Sahara, war Leiter mehrerer literarischen Reihen und schrieb zahlreiche Bücher, darunter auch solche zur Geschichte der Fotografie. Nach Manuel Gasser und Nicolas Bouvier war er von 1983 bis 1986 der dritte Präsident der Stiftung für die Photographie, die von Rosellina Burri-Bischof, Victor N. Cohen, Hans Finsler und anderen am 4. Mai 1971 ins Leben gerufen worden war.

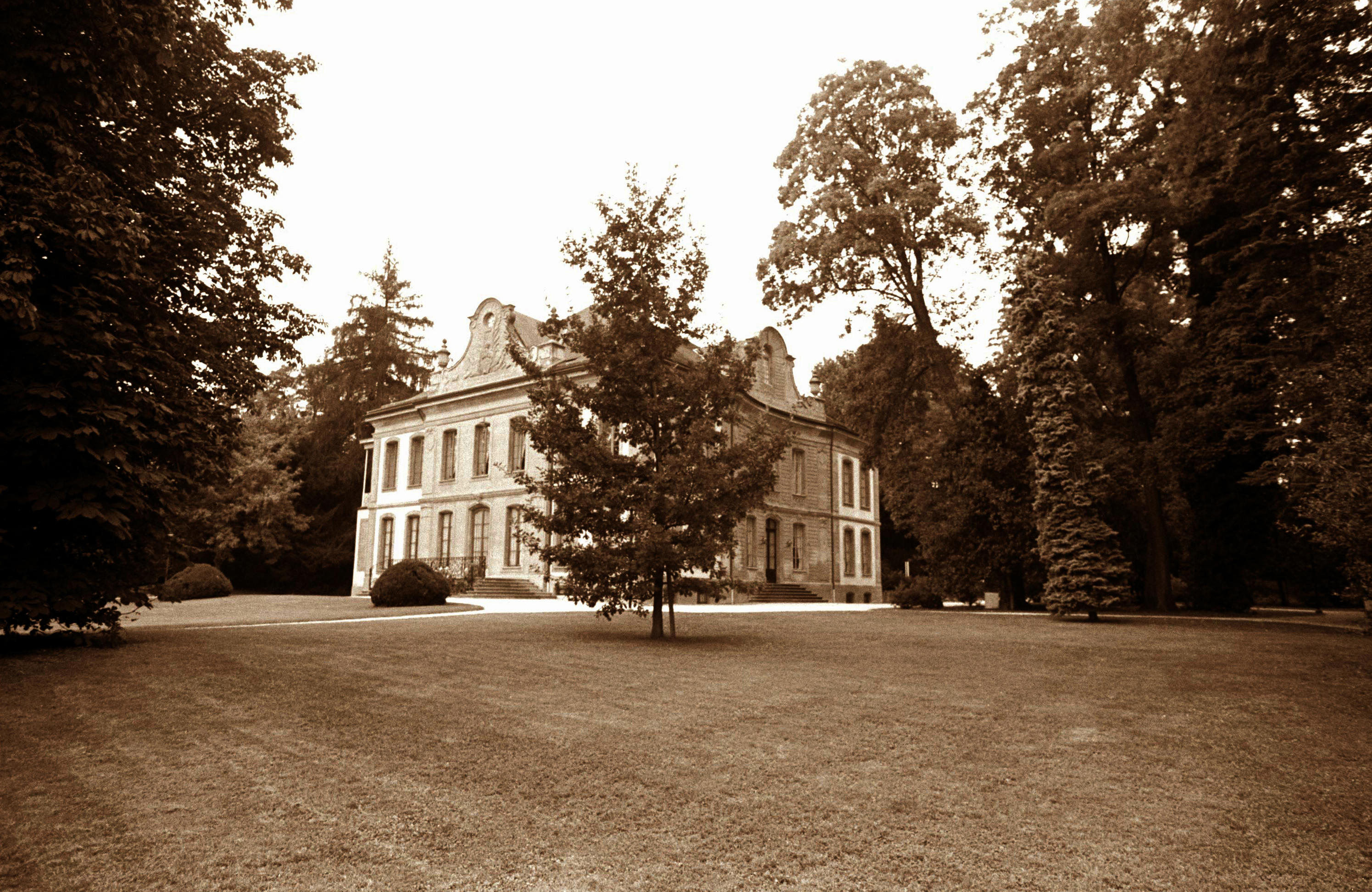
Musée de l’Elysée Lausanne, 1988, Foto: Sérgio Valle Duarte

Im Jahr 1985 beauftragte ihn der Kanton Waadt, das Museum für Fotografie in Lausanne zu leiten. Unter dem Namen Musée de l’Elysée wurde dieses weltberühmt. Charles-Henri Favrod blieb dessen Direktor bis zum Jahr 1996. Er verliess das Museum, um im Auftrag von Fratelli Alinari das Museo Nazionale Alinari della Fotografia in Florenz zu gründen, das im Jahr 2006 eröffnet wurde. Der Fotohistoriker galt als einer der bedeutendsten Vermittler der Fotokultur in der Schweiz.

## Auszeichnungen
- 1998: Ritter der Ehrenlegion, Frankreich
- Offizier des Ordre des Arts et des Lettres, Frankreich
- Ehrenmitglied der Schweizer Presse
- Medaille der Anerkennung, Algerien

## Bücher (Auswahl)
- Baron de Munchausen. Lausanne 1952.
- Une certaine Asie. De Hong-Kong à Tel-Aviv. Neuchâtel 1955.
- Le poids de l’Afrique. Paris 1958.
- Le Sahara à l’heure de la découverte. Lausanne/Paris 1958.
- La révolution algérienne. Paris 1959 OCLC 1739387
- Japon – Japonais. Lausanne/Paris 1959.
- Le Nil. Lausanne/Paris 1960.
- L’Afrique seule. Paris 1961. OCLC 460335034
- La faim des loups. Neuchâtel 1961.
- Le F.L.N. et l’Algérie. Paris 1962. OCLC 3677481
- Les Arabes. Paris 1975.
- La psychanalyse. Paris 1975.
- L’Afrique noire. Paris 1977.
- 100 ans et plus. Lausanne 1977.
- Les idées du XXe siècle. Paris 1978.
- Les hommes politiques du XXe siècle. Paris 1980.
- Les grands évènements du XXe siècle. Paris 1981.
- C’était écrit. Choses vues. Lausanne
- Terre de guerre. Paris 1982.
- La puissance du regard. Lausanne 1982, OCLC 19120074.
  - Die Macht des Augenblickes. Photographien aus der Sammlung Charles-Henri Favrod. Zürcher Kunstgesellschaft, Stiftung für die Photographie, Zürich 1982, DNB 860987132  (Ausstellung der Zürcher Kunstgesellschaft und der Stiftung für die Photographie im Helmhaus, Zürich, 5. März – 24. April 1983).
- Etranges étrangers. Paris 1989, ISBN 2-86754-056-9.
- Voir la Suisse autrement. Lausanne 1991, ISBN 2-88350-003-7.
- Nouveaux itinéraires. Lausanne 1991.
- Musée de l’Elysée, Lausanne. Un musée pour la photographie. Genf 1996, ISBN 88-7766-190-9.
- mit Monica Beurer: Carole: Aus der Norm; Fotografien 1993–1997. Edition Frey, Zürich 1997, ISBN 3-905509-20-2 (Mit Texten von Charles-Henri Favrod […] einem Essay von Patrick Frey und einem Nachwort von Claudia Gabriele Philipp).
- La mémoire du regard. Lausanne 1997.
- L’Archivio Favrod. Mailand 1997.
- Mes Arabies. Arles 1999, ISBN 2-7427-2197-5.
- Lehnert et Landrock. Paris/Heidelberg 1999, ISBN 2-86234-277-7.
- Objective. People’s World. Rome 2003.
- Le défi du désert. Le retour au Yémen. Cognac 2004, ISBN 2-86853-393-0.
- Qui Europa. Triest 2004.
- Il Mediterraneo dei fotografi. passato, presente. Florenz 2004, ISBN 88-7292-478-2.
- Le temps de la photographie. Cognac 2005, ISBN 2-86853-421-X.
- Le temps des colonies. Lausanne 2006, ISBN 2-8289-0863-1.
- Cento fotografi del XX secolo. Florenz 2007, ISBN 978-88-7292-527-0.
- Guerra e pace. John Phillips. Florenz 2008, ISBN 978-88-95849-03-4.
- Témoin du siècle. Lyon 2008, ISBN 978-2-84301-215-0.
- Comme dans un miroir. Lausanne 2010, ISBN 978-2-88474-499-7.
- Tout ça. Orbe 2012, ISBN 978-2-88241-324-6.